# Флокуляційна концентрація
Флокуляці́йна концентра́ція — спеціальний метод збагачення корисних копалин шляхом багаторазового руйнування флокул і нового циклу флокуляції їх з інших фрагментів, який супроводжується видаленням з флокул хвостів і накопиченням у них корисного компонента. Процес флокуляційної концентрації винайдено і вперше застосовано в промисловості у Криворізькому залізорудному басейні.
Приклад вітчизняного процесу флокуляційної концентрації — збагачення шлаків сталеплавильного виробництва, реалізоване СП «Орбіта» (Кривий Ріг). Технологія розроблена в Україні і передана у 2000 р. інститутам «Механобрчормет», НДГРІ, «Кривбаспроект» та Криворізькому технічному університету для використання.